# Zeltingen-Rachtig
Zeltingen-Rachtig é um município da Alemanha, localizado no distrito de Bernkastel-Wittlich, estado de Renânia-Palatinado. O município é constituído de duas vilas  Zeltigen e Rachtig , que antes eram separados.

## Vinhedos
Essa área é famosa por sua produção de vinho.
Os vinhedos mais conhecidos são:
- Zeltinger Sonnenuhr
- Zeltinger Himmelreich
- Zeltinger Schlossberg
- Zeltinger Deutschherrenberg